# Richard Hughes (scrittore)
Richard Arthur Warren Hughes (19 aprile 1900 – 28 aprile 1976) è stato uno scrittore, drammaturgo, poeta, giornalista e sceneggiatore britannico.

## Biografia
Il percorso di studi di Hughes si svolse a Godalming, per quanto riguarda l'istruzione secondaria e nell'Oriel College dell'Università di Oxford, dove frequentò i corsi universitari.
Hughes, durante la carriera letteraria si dedicò a vari generi, spaziando dalle liriche, che contraddistinsero il suo esordio nel 1922 con Gipsy Night (Notte zingaresca), alle opere teatrali, quali The Sisters' Tragedy and Other Plays (La tragedia delle sorelle e altri drammi, 1924), agli scritti filologici, come gli studi medioevali sulle opere di John Skelton, e infine alla narrativa, della quale si può citare A Moment of Time (Un momento di tempo, 1926). Da segnalare inoltre la narrativa per ragazzi, ben rappresentata da The Spider’s Palace (Il palazzo del ragno, 1931) ed i radiodrammi, dei quali fu un precorritore.
Gli scritti di Hughes che riscossero maggior successo di critica e di pubblico furono i romanzi, e tra questi A High Wind in Jamaica (Ciclone sulla Giamaica, 1929), incentrato sulla vita degli adolescenti, oltreché In Hazard (In pericolo, 1938), che si caratterizzò per alcuni elementi stilistici e contenutistici derivati da Joseph Conrad.
Nella sua maturità letteraria, Hughes progettò una trilogia intitolata The human predicament (La condizione umana), un approfondimento della vita politica, sociale e familiare dell'Europa a cavallo della prima e della seconda guerra mondiale del Novecento, che risultò incompiuta nel terzo ed ultimo capitolo.
Hughes svolse, oltre alla professione di scrittore, il mestiere di giornalista e di sceneggiatore. 

## Opere in italiano

### Romanzi
- La volpe nella soffitta, (The Fox in the Attic, 1962) (Rizzoli, 1963)
- Un ciclone sulla Giamaica ( A High Wind in Jamaica, 1929) (Le Fenici tascabili, Guanda, 2001)
- Nel pericolo (In Hazard, 1938) (Cargo, 2011))